# Унгурени (Ваља Јашулуј)
Унгурени (рум. Ungureni) насеље је у Румунији у округу Арђеш у општини Ваља Јашулуј. Oпштина се налази на надморској висини од 463 m.

## Становништво
Према подацима из 2002. године у насељу је живело 419 становника, од којих су сви румунске националности.